# Frank M. Proctor
Francis "Frank" Marion Proctor (1827 of 1828 – 1892) was een Amerikaans advocaat en politicus. Hij was een van de stichters van Carson City (Nevada).

## Levensloop
Proctor werd geboren in de staat Kentucky en verhuisde in 1849 naar Californië. Proctor werkte als advocaat en rechtersassistent in Sierra County.
Hij verhuisde in 1858 samen met drie anderen van Downieville naar Eagle Valley in het huidige grondgebied van de staat Nevada. Toen zij daar aankwamen, kochten drie leden van de groep, Curry, Musser en Proctor, de Eagle Ranch voor 1000 dollar en een aanbetaling van 300 dollar. De ranch bevond zich op de huidige locatie van Carson City en op deze manier stichtte de groep de stad met Proctor als medestichter. Hij beweerde in 1864 Carson City zijn naam te hebben gegeven, maar meestal wordt Abraham Curry erkend als de naamgever. Proctor bezat een derde van de Eagle Ranch, maar gaf de helft van zijn stuk aan Benjamin F. Green, het vierde lid van de groep.
In 1859 was Proctor vicevoorzitter van een grondwettelijke vergadering, die als doel had om Nevada Territory op te richten. Proctor vertegenwoordigde Humboldt County tijdens die bijeenkomst. Nadat Nevada een territorium was geworden, stelde Proctor zich kandidaat voor hoofdrechter van het hooggerechtshof van het territorium, maar hij kreeg die positie niet.
Proctor was in 1864 lid van de grondwettelijke vergadering van Nevada, die begon op 4 juli en een goedgekeurde grondwet produceerde. Proctor was een van de twee leden die Nye County vertegenwoordigden en hij was de enige Democraat bij de bijeenkomst; alle anderen waren Unionisten. Documenten van de bijeenkomst vermelden dat Proctor getrouwd was.
Op 8 november 1864 werd hij verkozen tot lid van de Senaat van Nevada, waar hij Nye County vertegenwoordigde. Zijn ambtstermijn begon de volgende dag. Tijdens de eerste en tweede zitting was hij de enige Democraat in de Senaat. Proctors ambtstermijn eindigde in 1868 en hij werd opgevolgd door Robert Mullen. In de jaren 1860 of 1870 verliet hij Nevada.
In Carson City zijn East en West Proctor Street vernoemd naar Proctor.